# منطقة تانينثاري
منطقة تانينثاري (بالإنجليزية: Tanintharyi Region)‏ هي منطقة في ميانمار، بلغ عدد سكانها 1٬408٬101 نسمة، عاصمتها داوي، ميانمار، تبلغ مساحتها 43٬344٫91 كيلومتر مربع.

## التقسيم الإداري
تنقسم المنطقة إلى 4 مقاطعات، التي تنقسم بدورها لـ10 بلديات:
| المقاطعة | المركز  | المساحة   | السكان (تعداد 2014) | البلديات |
| -------- | ------- | --------- | ------------------- | -------- |
| داوي     | داوي    | 13792 كم² | 493،576 نسمة        | 4        |
| كاوثونغ  | كاوثونغ | 9178 كم²  | 221،738 نسمة        | 2        |
| ميك      | ميك     | 18121 كم² | 693.087 نسمة        | 4        |
| بوكبين   | بوكبين  | 6،651 كم² | 81718 نسمة          | 1        |

## الموقع
تشترك في الحدود مع:
- ولاية مون.